# 126177 Filippofrontera
126177 Filippofrontera è un asteroide della fascia principale. Scoperto nel 2002, presenta un'orbita caratterizzata da un semiasse maggiore pari a 2,445724 UA e da un'eccentricità di 0,152675, inclinata di 9,772954° rispetto all'eclittica. Ha un diametro di 4,519 km.
È dedicato a Filippo Frontera, astrofisico italiano.